# Stiropius notaulicus
Stiropius notaulicus är en stekelart som beskrevs av Van Achterberg 1995. Stiropius notaulicus ingår i släktet Stiropius och familjen bracksteklar. Inga underarter finns listade i Catalogue of Life.